# 大连地铁12号线
大连地铁12号线是大連地鐵的一條路線，于2014年5月1日以“大连市202路轨道线路延伸工程”（简称202路延伸线）名义开通运营，并于2017年10月并入地铁系统后更名为地铁12号线。该线路东起河口站，西至旅顺新港站。線路全长40.38千米，途经甘井子、旅顺口两区，共有八座车站（其中换乘站一座，即河口站）。

## 车站列表
| 车站名称 | 站间距 （km）    | 里程 （km） | 可、备注         | 所在地   |
| -------- | ---------------- | ----------- | ---------------- | -------- |
| 河口     | -                | 0.00        | █ 1号线          | 甘井子区 |
| 蔡大岭   | 2.05             | 2.05        |                  | 甘井子区 |
| 黄泥川   | 4.25             | 6.30        |                  | 旅顺口区 |
| 龙王塘   | 5.50             | 11.80       |                  | 旅顺口区 |
| 李塘沟   |                  |             | 预留站，未开建。 | 旅顺口区 |
| 山川柳   |                  |             | 预留站，未开建。 | 旅顺口区 |
| 塔河湾   | 龙王塘 起计 7.20 | 19.00       |                  | 旅顺口区 |
| 大学城   |                  |             | 预留站，未开建。 | 旅顺口区 |
| 郭水路   |                  |             | 预留站，未开建。 | 旅顺口区 |
| 旅顺     | 塔河湾 起计 8.67 | 27.67       |                  | 旅顺口区 |
| 寺沟     |                  |             | 预留站，未开建。 | 旅顺口区 |
| 石板桥   |                  |             | 预留站，未开建。 | 旅顺口区 |
| 铁山     | 旅顺 起计 8.98   | 36.65       |                  | 旅顺口区 |
| 旅顺新港 | 3.73             | 40.38       |                  | 旅顺口区 |

## 历史
- 2009年5月8日：以“大连市202路轨道线路延伸工程”名义动工建设。
- 2014年5月1日：202路延伸线蔡大岭至旅顺新港段通车试运营[2]。蔡大岭站、黄泥川站、龙王塘站、塔河湾站、旅顺站、铁山站、旅顺新港站启用。
- 2017年6月7日：河口至蔡大岭段通车试运营，同时线路在河口站启用后结束与地铁1号线和2号线的脱网状态，202路延伸线也同时更名为12号线[3]。
- 2017年10月：线路正式更名为大连地铁12号线[4]。
- 2019年8月26日：河口站开始加装屏蔽门。
- 2020年1月1日：河口站加装的屏蔽门正式投入使用[5]。

## 运营及票价
12号线全线使用由中车大连机车车辆（包括前身北车大连机车车辆）制造的两动两拖四节编组B2型车，共16列（编号FG2001-FG2016），其中FG2001-FG2010于2014年线路开通时即投入运营。
2022年7月大连公共交通建设投资集团有限公司对12号线车辆增购项目发布招标公告，该次采购范围包括6列两动两拖四节编组B2型列车，这也是12号线开通以来首次对列车进行增购。该6列新车按顺序给予FG2011-FG2016的编号，并于2023年秋季投入运营，该批列车技术参数与第一批10列列车接近，但车门上方加装LED电子显示屏，可显示线路图，当前车站，前方车站等信息。
除与1号线同台换乘的河口站安装有高站台门外，全线其它车站尚未安装站台门。
12号线在河口和旅顺新港两站始发的首班车约于6时开出，两端末班车则分别于20:30和20:50开出，全天车隔约15分钟，每年夏季还会根据实际情况进行延时及缩短车隔，全程运营时间约50分钟左右。线路票价采用按里程分段计价的票价模式，起步价2元，起步里程6公里(含6公里)，晋级里程分别为6、6、8、8、10、10公里（即每6、6、8、8、10、10公里增加1元），而里程54公里以上部分，票价每增加1元可乘坐里程15公里；60-69周岁老年人持明珠老年卡实行5折优惠；70周岁及以上老年人、残疾人、离休干部、因公致残的人民警察、现役军人、军队退休干部、军队退休士官、革命伤残军人、消防救援人员、烈士遗属等持有效证件免费乘车。

## 未来发展
本线路中途设有多个预留车站，将会根据实际情况适时建设。